# Masque (álbum de Kansas)
Masque es el tercer álbum de estudio de la banda estadounidense de rock progresivo Kansas y fue publicado por Kirshner Records en los EE. UU. y en Canadá por la discográfica Columbia Records, ambos en 1975.   Fue relanzado por Legacy/Epic Records en 2001.
La imagen de portada del álbum es una pintura del artista italiano Giuseppe Arcimboldo titulado Agua, de la Serie de las Estaciones.
Masque se posicionó en el 70.º lugar de la lista del Billboard 200 en 1975, siendo así el segundo álbum consecutivo de la banda en colocarse en los primeros 70 lugares en dicha lista.
Este álbum presentó como sencillo una versión remezclada del tema «It Takes a Woman's Love (To Make a Man)» en 1976, pero no obtuvo la atención del público. Al igual que «It Takes a Woman's Love (To Make a Man)», la canción «The Pinnacle» fue ignorada y por lo tanto no pudieron ingresar en las listas de popularidad.
En 1977, Masque fue certificado disco de oro por la Asociación de la Industria Grabada de Estados Unidos.
La reedición del 2001 contiene dos demos inéditos de «Child of Innocence» y «It's You», los cuales fueron parte de las sesiones de grabación de Masque, pero no fueron incluidos en la versión final.

## Lista de canciones

### Versión original de 1975

#### Lado A
| Side one |                                           |                          |               |          |  |
| N.º      | Título                                    | Escritor(es)             | Voz principal | Duración |  |
| 1.       | «It Takes a Woman's Love (To Make a Man)» | Steve Walsh              | Steve Walsh   | 3:08     |  |
| 2.       | «Two Cents Worth»                         | Walsh / Kerry Livgren    | Steve Walsh   | 3:08     |  |
| 3.       | «Icarus-Borne of Wings of Steel»          | Walsh / Livgren          | Steve Walsh   | 6:03     |  |
| 4.       | «All the World»                           | Walsh / Robby Steinhardt | Steve Walsh   | 7:11     |  |

#### Lado B
| Side two |                        |                 |                  |          |  |
| N.º      | Título                 | Escritor(es)    | Voz principal    | Duración |  |
| 5.       | «Child of Innocence»   | Kerry Livgren   | Robby Steinhardt | 4:36     |  |
| 6.       | «It's You»             | Steve Walsh     | Steve Walsh      | 5:04     |  |
| 7.       | «Mysteries and Mayhem» | Walsh / Livgren | Robby Steinhardt | 4:18     |  |
| 8.       | «The Pinnacle»         | Kerry Livgren   | Robby Steinhardt | 9:44     |  |

### Reedición de 2001
| Side one |                             |               |                  |          |  |
| N.º      | Título                      | Escritor(es)  | Voz principal    | Duración |  |
| 9.       | «Child of Innocence» (demo) | Kerry Livgren | Robby Steinhardt | 5:07     |  |
| 10.      | «It's You» (demo)           | Steve Walsh   | Steve Walsh      | 2:42     |  |

## Créditos

### Kansas
- Steve Walsh — voz principal (en las canciones 1, 2, 3, 4, y 6), teclados, sintetizador Moog, piano, órgano, clavinet, congas y coros
- Kerry Livgren — guitarra acústica, guitarra eléctrica, teclados, sintetizador Moog, piano y clavinet
- Robby Steinhardt — voz principal (en las canciones 5, 7 y 8), violín y coros
- Rich Williams — guitarra acústica y guitarra eléctrica
- Dave Hope — bajo
- Phil Ehart — batería y percusiones

### Músico invitado
- Earl Lon Price — saxofón

### Personal técnico
- Jeff Glixman — productor
- Jeff Magid — productor
- Lee Peterzell — ingeniero de sonido
- Giuseppe Archimboldo — arte de portada

## Listas
| Año  | País           | Lista         | Posición máxima |
| ---- | -------------- | ------------- | --------------- |
| 1975 | Estados Unidos | Billboard 200 | 70.º            |